# Miss Universe 1955
Miss Universe 1955 var den fjerde, årlige Miss Universe konkurrence. Den blev afholdt 22. juli i Long Beach i Californien, USA. 34 deltagere deltog i konkurrencen, og vinderen blev Miss Sverige, den 21-årige Hillevi Rombin.

## Resultat
- Miss Universe 1955:  Sverige, Hillevi Rombin
- Andenplads:  El Salvador, Maribel Arrieta Gálvez
- Tredjeplads:  Ceylon, Maureen Neliya Hingert
- Fjerdeplads:  Tyskland, Margit Nunke
- Femteplads:  Japan, Keiko Takahashi
- Semifinalister:
  -  Argentina, Hilda Isabel Sarli Gorrindo
  -  Belgien, Nicole De Mayer
  -  Brasilien, Emília Barreto Correia Lima
  -  Canada, Cathy Diggles
  -  England, Margaret Rowe
  -  Guatemala, María Rosario Molina Chacón
  -  Honduras, Pastora Pagán Valenzuela
  -  Norge, Solveig Borstad
  -  USA, Carlene King Johnson
  -  Venezuela, Carmen Susana Duijm Zubillaga

## Specielle Priser
- Venlighed:  El Salvador, Maribel Arrieta Gálvez
- Mest populære pige i paraden:  England, Margaret Rowe